# 4QMMT

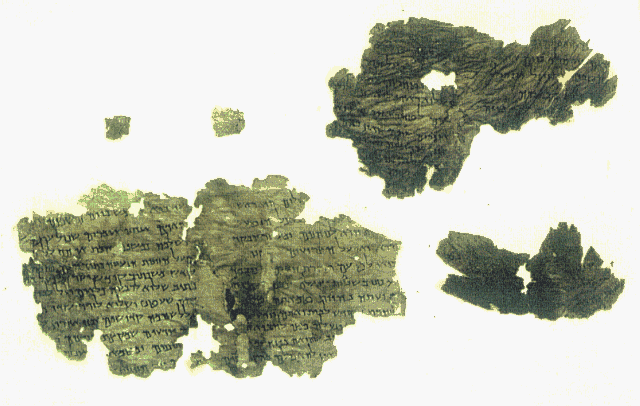
4Q396 les fragments d'un des six manuscrits qui composent 4QMMT.

4QMMT aussi connu comme la Lettre halakhique ou le Manifeste sectaire, est l'un des manuscrits de la mer Morte qui ont été découverts à Qumrân en Cisjordanie, qui était alors un territoire de la Jordanie. Le manuscrit est principalement concerné par des questions de pureté et notamment celles liées aux écoulements de liquides, une question qui a fait l'objet de grands débats entre les Pharisiens et les Sadducéens au basculement de l'ère commune et que l'on retrouve par la suite dans les textes rabbiniques.
4QMMT est composé de multiples fragments issus de six manuscrits différents qui ont été trouvés dans la grotte no 4 à Qumran (4Q394, 4Q395, 4Q396, 4Q397, 4Q398, 4Q399) entre 1953 et 1959. On les trouve aujourd'hui au musée Rockefeller à Jérusalem.
L'annonce du contenu des fragments lors d'un congrès en 1984 a donné une impulsion majeure au mouvement pour la « libération des manuscrits » de la mer Morte et leur publication complète. Provisoirement désigné « 4QMishn » (Mishna), il a ensuite été rebaptisé "4QMMT" (Miqsat Ma'ase ha-Torah ou Certains préceptes de la Loi) par Qimron, qui, avec Strugnell, ont édité le manuscrit en 1994, peu après qu'Herschel Shank en ait publié une transcription non autorisée dans le cadre de ce mouvement.
4QMMT est écrit dans un hébreu rare, intermédiaire entre l'hébreu biblique et celui utilisé par les rabbins à partir du IIe siècle.

## Diffusion auIersiècle
Le fait que des fragments de six copies différentes ont été trouvés montrent que cette œuvre était fort lue au moment où les rouleaux furent cachés.

## Contenu

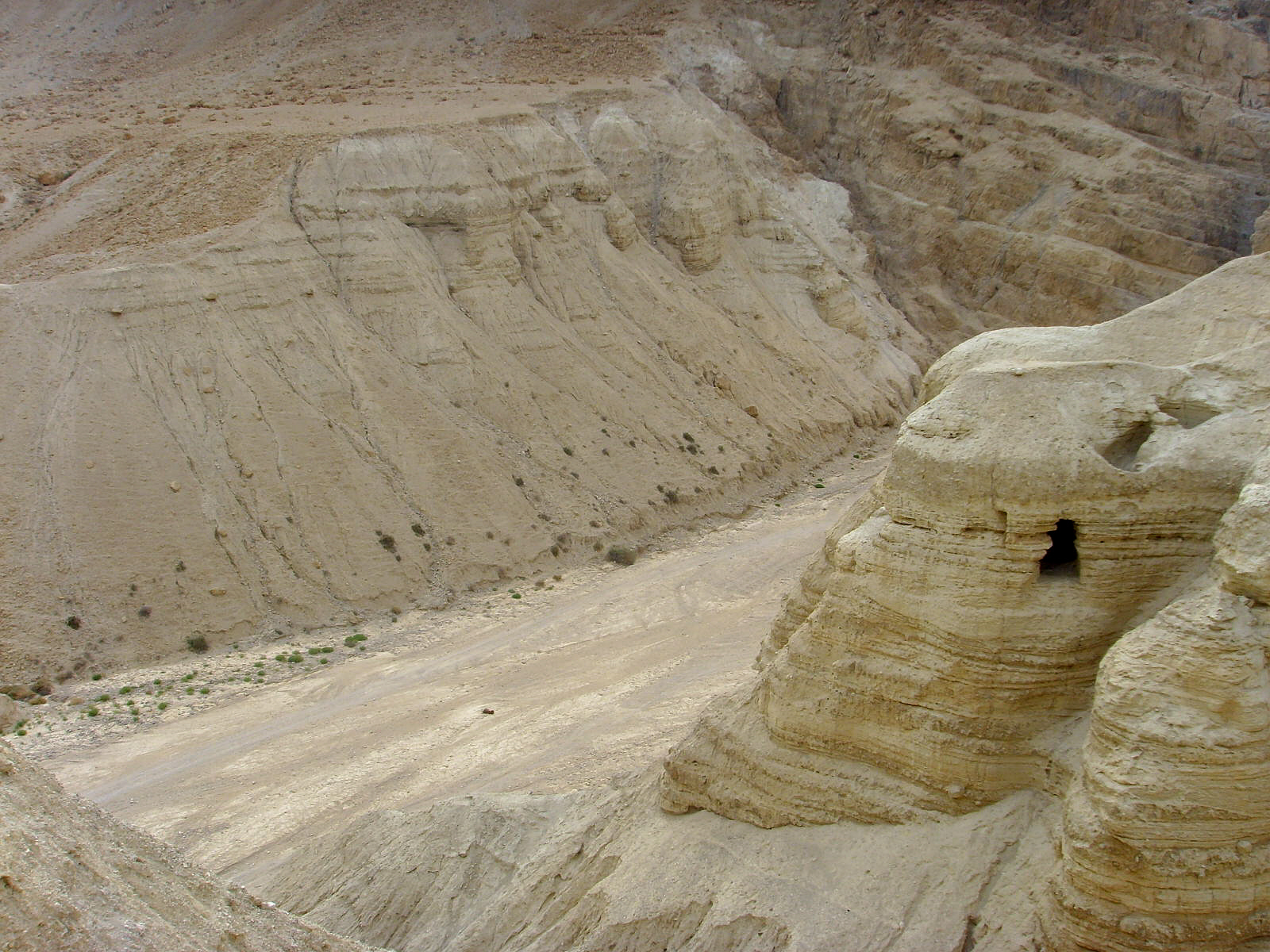
Entrée de la grotte no 4 à droite, où ont été retrouvés les fragments de ces six manuscrits parmi 15000 autres fragments.

Les fragments des six manuscrits qui composent 4QMMT ont été trouvés dans la grotte no 4 à Qumrân (4Q394, 4Q395, 4Q396, 4Q397, 4Q398, 4Q399) parmi 15 000 autres fragments. Une fois réunis, ils permettent de reconstituer environ 130 lignes. Ce qui devait représenter environ les deux tiers du document original.
Le texte est composé de trois parties:
1. Un calendrier (lignes 1-20) ;
2. Des prises de position au sujet de la Loi (lignes 21 -92a)[4] ;
3. Ce que Marvin Pate appelle un épilogue[4], alors que Robert Eisenman et Michael Wise considèrent qu'il s'agit d'une seconde lettre, copiée à la suite de la première[5].

La deuxième partie est un « ensemble de prises de position juxtaposant les points de vue de trois parties : « nous », « vous », qui renvoie à un chef, et « eux » désignant ceux qui agissent au sein du Temple et que « nous » condamne. » Dans ce texte, « nous » tente de « persuader le chef (« vous ») de se rallier à cette condamnation. »
L'auteur présente vingt-deux points de droit sur lesquels les deux groupes (« nous » et « eux ») diffèrent. Ces points concernent notamment la pureté rituelle, les fêtes, la gestion du Temple et les prêtres. Peu après la publication dans les années 1980, les experts juifs, notamment Lawrence Schiffman, « ont très vite reconnu que les positions de « nous » avaient parfois une ressemblance frappante avec les lois des Sadducéens décrites dans la littérature rabbinique. » L'insistance des auteurs des manuscrits à se réclamer de Sadoq, les indices qui montrent que la direction du mouvement était confiée aux prêtres et le nom de Maître(s) de Justice qu'ils donnent au dirigeant du mouvement, ou à plusieurs dirigeants successifs, conduit plutôt la plupart des autres chercheurs à considérer qu'originalement le mouvement était Sadoqite. Pour une bonne partie de la critique, ceux qui sont désignés par le terme « eux » sont les Pharisiens, car sur les points de halakha abordés la position de ce groupe est celle des Pharisiens,,. Cette identification des adversaires de l'auteur de la Lettre converge avec l'identification des Chercheurs de flatteries, ennemis du Yahad dans de multiples autres manuscrits, avec les Pharisiens, point sur lequel se dégage désormais un certain consensus.
Le texte est adressé à une personne respectée, dont l'honnêteté et l'intégrité sont reconnues par l'auteur, qui l'encourage à étudier attentivement « le livre de Moïse et les livres des prophètes et de David. » Il se réfère également aux bénédictions et malédictions sur les rois Israélites et demande au destinataire de se rappeler leurs actions, donnant l'impression que le destinataire peut être lui-même un monarque juif. Pour s'adresser à lui dans tout le document l'auteur utilise un « vous » royal.

## Interprétation
Ce texte est l'un de ceux qui ont mis à mal le « modèle standard » qui dominait dans les années 1980 dans lequel la « secte de Qumrân » était anti-hasmonéenne et alliée des Pharisiens. Il était en tout cas clair que sur plusieurs points, les auteurs des manuscrits rejoignaient les Sadducéens pour ce qui concerne les règles de pureté. D'autre part, puisque l'auteur semblait s'adresser à un personnage royal, plusieurs critiques ont fait remarquer que les seuls personnages royaux que l'on pouvait envisager appartenaient à la dynastie hasmonéenne.
Puisque certaines règles de pureté renvoyaient à celles des Sadducéens, Lawrence Schiffman a donc émis l'hypothèse que les auteurs des manuscrits étaient des Sadducéens, ou une branche de ceux-ci, les Boéthusiens. Si « nous » représente les Sadducéens (ou un sous-groupe sadducéen), « alors logiquement le groupe opposé, « eux », désigne les Pharisiens. »
Toutefois, la correspondance entre les manuscrits et la description des esséniens faites par Flavius Josèphe et Philon d'Alexandrie était telle, que les critiques ont plutôt conclu que les Esséniens étaient des prêtres et même des Sadokites, puisque dans les manuscrits, ils se réclamaient très souvent du grand Prêtre Sadok (le Juste) et donnaient à leurs dirigeants le titre de « Juste ». Ce point de vue est aujourd'hui assez largement accepté et il est aussi admis que les dirigeants esséniens étaient des prêtres et que le mouvement était plus proche des Sadducéens que des Pharisiens pour ce qui concerne les règles de pureté, contrairement à ce que l'on pensait avant l'analyse des manuscrits. Mis à part cette précision, les objections au « modèle standard » développées ci-dessus restent toujours valides.

## Similarité avec le débat entre les apôtres Paul et Jacques
Cette lettre/manifeste traite aussi « du lien entre les œuvres et le mérite » tout comme l'Épître aux Galates de l'apôtre Paul de Tarse, à laquelle semble répondre l'Épître attribuée à Jacques le Juste, toutes deux faisant partie du Nouveau Testament. Il semble que durant toute l'Antiquité, seule cette lettre/manifeste et le Nouveau Testament traitent de cette question. Cela suffit à conférer à ce texte une importance capitale. Cette lettre/manifeste défend des positions opposées à celles de Paul et très proches de celles de Jacques le Juste sur cette question. Jacques le Juste est un des frères de Jésus, qui a dirigé le mouvement et l'Église primitive jusqu'à son exécution en 61/62. À l'exception de Jésus, c'est le plus important personnage du mouvement jusqu'à cette date, mais il est méconnu, car il a été occulté par les traditions chrétiennes ultérieures, notamment dans l'Église latine d'Occident.
Pour Michael Wise, Martin Abegg, Edward Cook ou Robert Eisenman, l'exhortation finale est « très importante pour une meilleure compréhension des déclarations de Paul sur les œuvres et le mérite dans l'Épître aux Galates. » En se référant probablement au Psaume 106 (30:31) dans lequel les œuvres de Phinéas « lui furent comptées comme un mérite », l'auteur de la lettre/manifeste « s'engage pour ainsi dire, dans un duel rhétorique avec les idées de l'apôtre. » Dans son épître, Paul se réfère à Genèse 15, 6 pour montrer que c'est la foi d'Abraham qui « lui fut comptée comme mérite » (Gal. 3, 6), puis il « affirme catégoriquement que « par les œuvres de la Loi aucun homme ne sera justifié (Gal. 2, 12) ». » Pour Jacques le Juste au contraire « c'est par les œuvres que l'homme est justifié et non par la foi seule (Jc. 2, 24) » et son épître répond sans aucun doute aux conceptions pauliniennes. Wise, Abegg et Cook estiment que probablement les « faux frères (Gal. 2, 4) » auxquels s'opposait Paul défendaient « une doctrine de la justification très voisine du présent ouvrage. »

## Publication
Ce texte est l'un de ceux qui a mis à mal le « modèle standard » qui dominait dans les années 1950-1980. Bien qu'il fût connu du petit groupe des éditeurs officiels des manuscrits depuis la fin des années 1950, c'est seulement dans les années 1980 que des photographies du texte en hébreu et des transcriptions non autorisées ont été publiées, et en 1994 que la version officielle de ce texte a été publiée.
À partir de 1959, John Strugnell a travaillé seul pendant 20 ans sur 4QMMT, sans parvenir à proposer une version publiable. En 1979, il a recruté l'hébraïste Elisha Qimron pour se joindre à lui, pour l'aider à terminer le travail. En 1984, lors d'une conférence d'archéologie biblique à Jérusalem, le texte a été présenté aux spécialistes présents, en révélant quelques lignes de ce document, toujours maintenu secret. Ces quelques lignes « ont grandement stimulé la curiosité : on s'est alors demandé combien d'autres textes explosifs pouvaient encore se cacher parmi les textes inédits. » Qimron a déclaré que 4QMMT était la copie d'une lettre écrite par le « Maître de Justice » et ses collègues à son rival le « Prêtre impie » et à ses partisans. Cette présentation a été publiée comme un article en 1985, suivi d'un autre article avec le même titre, mais ne comportant que le cliché originel d'un seul fragment de manuscrit (4Q398), les autres demeurant inaccessibles y compris aux chercheurs spécialistes du sujet.
Attendu depuis plus de trente ans, le texte n'était donc toujours pas publié. Ce retard, alors que les spécialistes des différents domaines ne pouvaient accéder, ni aux manuscrits, ni aux clichés de manuscrits sur l'essentiel d'entre eux et les évidentes contradictions avec le « modèle standard » qui ont été immédiatement soulignées par les spécialistes dès la publication des premiers articles, ont provoqué une grande déception des spécialistes, ainsi que des spéculations sur les motifs de cette rétention. Cela a engendré le mouvement dit de « libération des manuscrits ». Vers le milieu des années 1980, des copies non officielles du texte composite de 4QMMT ont commencé à circuler. Une de ces copies pirates a été publiée en 1990 dans la Qumran chronicle, cependant, cette version de contrebande a par la suite été retirée de l'espace public. En 1991, un texte composite de 4QMMT a été imprimé par l'éditeur de Foreword dans une édition fac-similé des manuscrits de Qumran éditée par Robert Eisenman et J. M. Robinson. Toutefois, la Justice israélienne arrêta la vente et le texte fut retiré des éditions suivantes. La même année, Kapera publia un article intitulé Qumran cave four : special report qui incluait plusieurs essais au sujet de 4QMMT. En 1992, Robert Eisenman et Michael O. Wise publièrent un texte composite de 4QMMT dans leur livre The Dead Sea Scroll Uncovered. Il semble que ces décisions de Justice ont retardé la publication des travaux de Martin G. Abegg et Ben Zion Wacholder. L'incertitude sur l'application du droit de copyright et l'espoir que la version officielle serait bientôt publiée rendirent les chercheurs réticents à écrire et publier quoi que ce soit au sujet de 4QMMT pour plusieurs années. Malgré cela, les premières traductions du texte (composite) furent publiées avant que la version officielle soit prête pour être publiée, notamment en 1992 par Bruno Dombrowski et dans une version espagnole par le père Florentino García Martínez.
L'édition officielle a finalement été publiée en 1994.

## Polémiques
Le texte a également été au centre d'un litige au début des années 1990, lorsque Qimron a poursuivi avec succès Hershel Shanks, la Biblical Archaeology Society et d'autres pour la publication de sa reconstitution du texte de 4QMMT sans sa permission,.